# Liste der Naturdenkmale in Haßmersheim
| Naturdenkmale | Anzahl |
| ------------- | ------ |
| FND           | 1      |
| END           | 2      |
| Gesamt        | 3      |

Die Liste der Naturdenkmale in Haßmersheim nennt die verordneten Naturdenkmale (ND) der im baden-württembergischen Neckar-Odenwald-Kreis liegenden Gemeinde Haßmersheim. In Haßmersheim gibt es insgesamt drei als Naturdenkmal geschützte Objekte, davon ein flächenhaftes Naturdenkmal (FND) und zwei Einzelgebilde-Naturdenkmale (END).
Stand: 31. Oktober 2016.

## Flächenhafte Naturdenkmale (FND)
| Name                     | Bild | Kennung     | Einzelheiten | Position | Fläche Hektar | Datum         |
| ------------------------ | ---- | ----------- | ------------ | -------- | ------------- | ------------- |
| Pappelallee              | BW   | 82250330901 | Haßmersheim  | ⊙        | 1,3           | 15. Sep. 1989 |
| Legende für Naturdenkmal |      |             |              |          |               |               |

## Einzelgebilde (END)
| Name                         | Bild | Kennung     | Einzelheiten | Position | Fläche Hektar | Datum        |
| ---------------------------- | ---- | ----------- | ------------ | -------- | ------------- | ------------ |
| Blutbuche                    |      | 82250330902 | Haßmersheim  | ???      | 0,0           | 1. März 1984 |
| Tulpenbaum oder gelbe Pappel |      | 82250330901 | Haßmersheim  | ???      | 0,0           | 1. März 1984 |
| Legende für Naturdenkmal     |      |             |              |          |               |              |